# Samogneux
Samogneux é uma comuna francesa na região administrativa de Grande Leste, no departamento de Meuse. Estende-se por uma área de 6,16 km². Em 2010 a comuna tinha 97 habitantes (densidade: 15,7 hab./km²).